# Калінінградська область
Калінінградська область — найзахідніший суб'єкт Російської Федерації. Адміністративний центр — місто Калінінград.

## Назва
9 травня 2023 року Комісія стандартизації географічних найменувань Польщі рекомендувала вживати лише польську назву Крулевецька область (пол. obwód królewiecki) і не рекомендується використовувати назву Калінінградська область (пол. obwód kaliningradzki). Рішення прийнято через факт присвоєння місту поблизу польських кордонів імені Михайла Калініна — злочинця, відповідального, серед іншого, за ухвалення рішення про масове вбивство поляків (Катинський розстріл), що має в Польщі емоційний і негативний характер.

## Географія

### Географічне положення
Калінінградська область — найзахідніший регіон Росії. Він відділений від іншої Росії територією незалежних держав, проте з'єднаний морем і є, таким чином, напівексклавом. Межує з Польщею на півдні, Литвою — на півночі і сході. На заході область омивається водами Балтійського моря. Максимальна довжина області із заходу на схід становить 205 км, з півночі на південь — 108 км.
Рельєф області — горбиста рівнина. На сході, у Нестеровському районі, рельєф більш нерівний, тут розташована Віштинецька височина з висотами до 230 метрів над рівнем моря. Також височини є в Багратіоновському районі (Вармійська або Вармінська височина). Уздовж правого берега річки Інструч тягнеться Інструцька гряда.
Найнизинніші території області розташовані в Славському районі. То так звані польдери — землі, що постійно перебувають під погрозою затоплення й обгороджені дамбами.
Область обмивається водами Балтійського моря. На півночі області розташований унікальний гідрографічний об'єкт — Куршська коса.

### Гідрографія

#### Річки
Область багата річками. Усього по території області протікає 148 річок завдовжки більше десяти кілометрів, однак найбільше в області зовсім коротких річок і струмків (завдовжки менш 10 км). На них припадає сім десятих загальної довжини калінінградських річок. Взагалі ж сумарна довжина всіх калінінградських річок становить майже тринадцять тисяч кілометрів.
Найбільші річки області — Німан і Преголя, до басейну цих двох річок ставиться велика частина території області. Основні притоки Німану на території області — Шешупе й Тильжа, Преголі — Пісса, Анграппа, Інструч, Лава.
Не стосовні до басейнів Німану й Преголи річки впадають або в Курський (Ржевка із притоками Зла, Оса, Швента та ін.), або в Калінінградську затоку (Прохладна із притоками Корневка, Майська та ін.). Лише невелика кількість малих річок впадає безпосередньо в Балтійське море.

#### Озера
У Калінінградській області є 38 озер площею понад 0,1 км² (разом з водоймищами й ставками). Найбільше з них — Віштинецьке озеро. Воно розташоване на сході області на кордоні з Литвою. Площа цього озера — 16,6 км². З 1975 року воно має статус пам'ятника природи.
Решта озер області невеликі. Серед озер області досить багато озер-стариць. Такі, наприклад, відносно великі озера Вороння й Пусте (стариці Преголі). У Славському районі є кілька невеликих озер-стариць Німану. На південному сході області багато озер, утворених під час танення льодовика. До цього сімейства озер належить й Віштинецьке озеро.
Також в області часто зустрічаються рукотворні озера-ставки. Прикладами таких озер є ставки Великий, Дивний і Школьний, розташовані в Зеліноградському районі. Популярним місцем відпочинку калінінградців є розташований на східній окраїні міста ставок Чистий (у розмовній мові набагато частіше називаний Ісаковим озером).
Річка Лава в двох місцях перегороджена дамбами ГЕС, тут утворювалися водоймища.
Іншу групу рукотворних озер Калінінградської області становлять колишні кар'єри. За південно-західною окраїною Калінінграда лежить група таких озер, відомих під загальною назвою Голубі озера. Ці озера є зоною відпочинку містян. Поруч із селищем Янтарним розташоване велике озеро, що було раніше бурштиновим кар'єром.
Найбільшими внутрішніми водоймами області є затоки Балтійського моря — Курська та Калінінградська (Віслінська). Фактично вони є лагунами — лиманами, відгородженими від моря піщаними косами, Курської і Балтійської (Віслінської). Вода в затоках прісна.

## Історія
До XIII століття на території нинішньої Калінінградської області жили племена пруссів — народу, спорідненого нинішнім латишам і литовцям. Прусси сильно відстали від інших народів Європи: до XI століття вони не мали писемності, міст і жили первісно-общинним ладом. Їхньою релігією було язичництво.
Після підписання договору про розділ прусських земель між польським князем Конрадом Мазовецьким і великим магістром (гросмейстером) Тевтонського ордена Генріхом фон Залкі в 1226 році почалася колонізація Пруссії німецькими лицарями Тевтонського ордена.
Колонізація проводилася під виглядом навернення «дикого» народу в християнство. Папа Римський прирівняв похід у Пруссію до хрестових походів у Святу Землю. Пруси не могли протистояти лицарям нарівні на полі бою, але широко застосовували партизанську тактику. У ході завоювання, яке тривало близько п'ятдесяти років, лицарі засновували опорні пункти — замки. Першим з них став замок Бальга, заснований в 1239 році на березі Вілінської (Калінінградської) затоки й збережений дотепер.
Після завоювання прусська культура викорінювалася лицарями як «поганська», противна християнській вірі. Кілька племен мігрувало до Литви. Але більшість пруссів поступово асимілювалися, змішуючись із масою німецьких колоністів. Лише в сільських районах прусська мова збереглася до XVI—XVII століть. Німецькі колоністи з міркувань безпеки селилися за оборонними стінами замків. Таким чином виникла більшість міст сучасної Калінінградської області, у тому числі й Кеніґсберґ (Калінінград).
На території нинішньої Калінінградської області (а також на території нинішнього Вармінсько-Мазурського воєводства Польщі) виникла держава лицарів-хрестоносців. Ця держава вела постійні війни з Польщею й Литвою. Така військова перенапруга привела до кризи Пруссії, і вона потрапила у васальну залежність від Польщі з другої половини XV століття.
У 1525 році за наказом великого магістра Альбрехта держава лицарів була перетворена у світське Прусське герцогство. Останній великий магістр Тевтонського ордена герцог Альбрехт став першим герцогом Пруссії. Державною релігією нової прусської держави було лютеранство, а Пруссія стала першою державою у світі, що визнала протестантизм своєю державною релігією.
В 1657 році Пруссія ввійшла до складу об'єднаної Бранденбурзько-Прусської держави й звільнилася від васальної залежності від Польщі.
У ході Семирічної війни між Росією та Пруссією (у 1758 — 1762 рр.) Східна Пруссія була окупована російськими військами. У німецькій історіографії цей період одержав назву «перша російська доба».
1914 року спроба росіян знову захопити Східну Пруссію зазнала фіаско.
Після Другої світової війни, згідно з Потсдамськими угодами, північна частина (приблизно 1/3 загальної території) Східної Пруссії 1945 року ввійшла до складу РРФСР — частини тодішнього СРСР. Було організовано Кеніґсберзький особливий військовий округ, який також займався й цивільними справами. 7 квітня 1946 року він був перетворений на Кеніґсберзьку область у складі РРФСР, а 4 липня 1946 року — за місяць після смерті Калініна — колишню столицю Східної Пруссії назвали на його честь (хоча Калінінград у країні вже був: колишні Підлипки в Підмосков'ї, згодом — Корольов), а область перейменували на Калінінградську. Перейменували й інші міста області: Ангерапп — на Озерськ, Раушен — на Світлогорськ, Піллау — на Балтійськ, Тапіау — на Гвардійськ, Фрідданд — на Правдинськ, Тільзіт — на Совєтськ, Лазденен — на Краснознам'янськ.
Більшість 170-тисячного населення нової області становили німці, але вже до кінця року майже всіх їх депортували до Німеччини. Поспіхом завезли переселенців із російської глибинки, і, коли в грудні 1947-го провели перші вибори до місцевих рад, у регіоні нараховувалось 320 тис. жителів.
Після війни Калінінградська область стала однією з найбільш мілітаризованих територій Радянського Союзу. У Калінінграді перебуває штаб Балтійського флоту, після 1991 року місто Балтійськ залишилося найбільшою (поряд із Кронштадтом) базою цього флоту.

## Населення
Населення Калінінградської області становить 945 тис. осіб (близько 0,7 % населення РФ на 2006 рік), з них 741,8 тис. (78,5 %) живе в містах, і тільки 213,4 тис. (21,5 %) в селах. У місті Калінінграді сконцентровано близько 45,5 % населення області, що становить 430,3 тис. осіб.
Демографічна характеристика області має довгу й складну історію (у тому числі й після входження області до складу РРФСР в 1945 році), на якій відбилися інтенсивні міграційні процеси. Основою сучасного населення області становлять східні слов'яни — у першу чергу російські переселенці другої половини 20 століття. Офіційною і домінуючою мовою Калінінградської області є російська.
- Росіяни — 786 885 (82,37 %)
- Українці — 50 748 (5,31 %)
- Білоруси — 47 229 (4,94 %)
- Литовці — 13 937 (1,46 %)
- Вірмени — 8 415 (0,88 %)
- Німці — 8 340 (0,87 %)
- Татари — 4 729 (0,50 %)
- Поляки — 3 918 (0,41 %)

### Українці
Відсоток українського населення з повоєнного часу до розпаду Радянського Союзу активно зростав і був досить значним. Після 1991 року число українського населення падає, проте досі залишається суттєвим. У 1959 році в Калінінградській області мешкало 35717 осіб (5,85 %), у 1979 році — 54656 осіб (6,76 %), у 1989 році — 62750 осіб (7,20 %). Відтак, згідно із переписом населення 2002 року в області проживало 47229 українців (4,94 %), а у 2010 році — 32771 українець (3,48 %).

## Територіальна організація місцевого самовпорядкування
У Калінінградській області є 13 муніципальних районів. П'ять міст не входять до складу районів і є самостійними муніципальними утвореннями. Три міста й одне селище міського типу не входять до складу районів і утворюють разом зі своїми околицями чотири міські округи, що є самостійними муніципальними утвореннями.

## Економіка
За даними Калінінградстата ВРП Калінінградської області на 2006 рік склав 115 000 млн рублів.

### Промисловість
У Калінінградській області розвинені транспортне (вагонзавод) і піднімальне (завод «Балткран») машинобудування, суднобудування й судноремонт (у Калінінграді й Совєтську), виробництво телевізорів. Також є промисловість будівельних матеріалів (завод ЗБВ в Калінінграді). Розвинена харчова промисловість.

### Корисні копалини
У Калінінградській області розташоване найбільше у світі родовище бурштину (більше 90 % світових запасів). Його видобуток ведеться в районі селища Янтарний, там же, на бурштиновому комбінаті, бурштин обробляється. У Калінінградській області ведеться видобуток нафти.

### Рибна промисловість
Розвинене промислове рибальство, великі рибні порти розташовані в Калінінграді й Піонерському, менш великі — у Рибачім і Свєтлом.

### Транспорт

#### Автомобільний
Найважливіший вид внутрірегіонального трансопорта — автомобільний. Розвинена мережа автомобільних шляхів із твердим покриттям. Більшість шляхів не відповідають прийнятому в Росії стандарту за шириною, крім того вони відрізняються звивистістю; тому на більшості шляхів Калінінградської області встановлена максимальна швидкість 70 км/год (замість 90 км/год).
Найважливіші автомобільні дороги:
- А-229: Калінінград — Знаменськ — Черняховськ — Гусєв — Нестеров — литовський кордон (далі — у напрямку Вільнюса й Мінська);
- А-216: Калінінград — Знаменськ — Талпаки (розгалуження з А-229) — Большаково — Совєтськ — литовський кордон (далі в напрямку — Шяуляя й Риги);
- Калінінград — Зеленоградськ — Рибачий — литовська межа (далі — у напрямку Клайпеди; проходить по Куршської косі при в'їзді на яку є екологічний збір);
- Калінінград — Ладушкін — Мамоново — польський кордон (далі — у напрямку Ельблонга й Гданська);
- Калінінград — Багратіоновськ — польський кордон (далі — у напрямку Варшави).

Крім того, по території Калінінградської області проходить недобудований шлях, запланований автобан Кенігсберг — Берлін (серед місцевого населення відомий як «Берлінка»). Він обходить стороною населені пункти й упирається в польську межу. Переходу через кордон там немає, тому шлях практично не використовується, проте існують плани реконструкції шляхів з обох сторін переходу через кордон.
Є такі прикордонні переходи для автомобільного транспорту:
- з Литвою: Совєтськ — Панямуне (по мосту через Німан), Чернишевське — Кібартай, перехід на Куршській косі;
- з Польщею: Багратіоновськ — Безледи, Мамоново — Гроново, Мамоново-2 — Гжехотки.

#### Залізничний
Залізничний транспорт використовується насамперед для вантажоперевезень між Калінінградською областю, сусідніми країнами й іншою територією Росії. Також важлива роль пасажирських перевезень, як внутрірегіональних, так і зовнішніх. Калінінград має залізничне сполучення не тільки з містами Росії (Москвою й Санкт-Петербургом), але також і із Гдинею в Польщі й Берліном у Німеччині.
Більша частина існуючих на території нинішньої Калінінградської області до війни залізниць була розібрана в перші післявоєнні роки; частина збереженої мережі була закрита після розпаду СРСР.
Досі збереглися й використовуються такі залізниці:
- Калінінград — Черняховськ — литовський кордон;
- Калінінград — Мамоново — польський кордон;
- Калінінград — Багратіоновськ — польський кордон;
- Калінінград — Приморськ — Балтійськ;
- Калінінград — Гур'євськ — Полєськ — Свєтлий — Совєтськ — литовський кордон;
- Черняховськ — Совєтськ — литовський кордон;
- Черняховськ — Желєзнодорожний — литовський кордон;
- Калінінград — Зеленоградськ — Піонерський — Свєтлогорськ (електрифікована);
- Калінінград — Піонерський (електрифікована).

Найбільші залізничні вузли — Калінінград (тут сходяться сім залізниць) і Черняховськ (тут сходяться чотири залізниці).
Експлуатує залізниці Калінінградської області Калінінградська залізниця, що виділився після 1991 року із складу колишньої Прибалтійської залізниці.

#### Морський транспорт
У Калінінграді, Піонерському й Балтійську великі морські торговельні порти, найбільший з них — у Калінінграді. Балтійськ пов'язаний із Санкт-Петербургом поромною переправою й із Гданськом пасажирською лінією (експлуатується польським пароплавством).

#### Внутрішній водний транспорт
У Калінінграді, Черняховську й Совєтську є річкові порти. Судноплавні річки — Преголя й Німан зв'язані між собою судноплавним шляхом, що проходить річками Дейма й Матросовка. Найважливіша річкова судноплавна компанія — «Західне річкове пароплавство».
Роль річкового транспорту у внутрішньорегіональних вантажних перевезеннях незначна, внутрішньорегіональні пасажирські водні перевезення відсутні.
Влітку між Калінінградом, Фромборком і Ельблонгом по гладі Балтійської затоки (який фактично є внутрішньою водоймою) курсують судна на підводних крилах, експлуатовані польським пароплавством.

#### Повітряний транспорт
В селищі Храброво, що під Калініградом, є аеропорт міжнародного класу.

#### Міський транспорт
У Калінінграді є трамвай — найстаріша система в Росії, діє з 1895 року, вузькоколійний (1000 мм) — і тролейбус. В інших містах області міський транспорт представлений тільки автобусами, хоча до війни в Черняховську був тролейбус, а в Совєтську — трамвай.

### Енергетика
У 2004 році середньорічне енергоспоживання Калінінградської області склало близько 3,5 мільярда кВт·год при власному виробленні всього 235 мільйонів кВт·год.
У 2005 у Калінінграді введено в дію перший блок нової, найдосконалішої в енергосистемі Росії Калінінградської ТЕЦ — 2 потужністю 450 МВт. Перший енергоблок Калінінградської ТЕЦ — 2 покриває половину потреби регіону в електроенергії. Наприкінці 2010 року був введений в експлуатацію другий енергоблок, в результаті чого Калінінградська область вийшла на самозабезпечення електрикою.

#### Геооб'єкти
- Віштинецьке озеро
- Куршська коса
- Балтійська коса

#### Мегаоб'єкти
- Мазурський канал